# Wapen van Wedde

Het wapen van Wedde

Het wapen van Wedde werd op 20 juni 1884 per Koninklijk Besluit door de Hoge Raad van Adel aan de Groninger gemeente Wedde toegekend. Vanaf 1 september 1968 is het wapen niet langer als gemeentewapen in gebruik omdat de gemeente Wedde opging in de gemeente Bellingwedde. Nadat de Hoge Raad van Adel het ingediende ontwerp van de gemeente had afgekeurd wegens zondiging van regels van de wapenkunde, kwam zij zelf met een ontwerpvoorstel. In dat ontwerp werd naast het kasteel en de twee golven twee gekruiste zeisen vermeld. Het gemeente stelde in plaats daarvan een hooimijt voor omdat het beter bij de legende in hun gemeente paste. De Hoge Raad van Adel verleende het wapen conform de wijziging. Een opmerkelijk feit is dat de gemeente in hetzelfde Koninklijk Besluit vrijgesteld werd van het betalen van de bijbehorende leges.
In het wapen van Bellingwedde verwijst de blauwe vakken naar de vele overstromingen in het gebied en is in het hartschild het wapen van Schenck van Toutenburg geplaatst. Georg Schenck van Toutenburg (1480-1540) nam in 1536 de Wedderborg in en werd de eerste heer van Wedde tijdens de Gelderse overheersing. Zijn wapen werd ingemetseld in de toren.

## Blazoenering
De blazoenering van het wapen luidt als volgt:
Een gedeeld schild, hebbende rechts een kasteel van keel op een veld van zilver; links doorsneden, hebbende boven een hooischelf van goud op een veld van sinopel, en beneden twee golvende fascen van azuur op een veld van zilver.
Niet vermeld in de beschrijving maar wel op de tekening zijn de zwarte hekjes voor het kasteel.

## Verklaring
In het wapen staat de zilveren achtergrond voor de Tachtigjarige Oorlog, het kasteel voor de Wedderborg, de hooimijt voor de veeteelt en de twee golvende fasen voor de Dollard, waaruit de gemeente is ontstaan.

## Verwante wapens

Wapen van Bellingwedde
Wapen Schenck van Toutenburg

Adorp
· Aduard
· Appingedam
· Baflo
· Bedum
· Beerta
· Bellingwedde
· Bellingwolde
· Bierum
· De Marne
· Delfzijl 
· Eemsmond
· Eenrum
· Ezinge
· Finsterwolde
· Grijpskerk
· Grootegast
· Haren
· Hefshuizen
· Hoogezand
· Hoogezand-Sappemeer
· Hoogkerk
· Kantens
· Kloosterburen
· Leek
· Leens
· Loppersum
· Marum
· Meeden
· Menterwolde
· Middelstum
· Midwolda
· Muntendam
· Nieuweschans
· Nieuwe Pekela
· Nieuwolda
· Noordbroek
· Noorddijk
· Oldehove
· Oldekerk
· Onstwedde
· Oosterbroek
· Oude Pekela
· Reiderland
· Sappemeer
· Scheemda
· Slochteren
· Stedum
· Ten Boer
· Termunten
· Uithuizen
· Uithuizermeeden
· Ulrum
· Usquert
· Vlagtwedde
· Warffum
· Wedde
· Wildervank
· Winschoten
· Winsum
· 't Zandt
· Zuidbroek
· Zuidhorn